# Samuele Cottafava
Samuele Cottafava (* 1. November 1998 in Modena) ist ein italienischer Beachvolleyballspieler.

## Karriere
Mit seinem ersten Partner im Erwachsenenbereich Jakob Windisch gewann der gebürtige Modenesi die 1* Turniere in Budapest, Tel Aviv und Cervia. Außerdem erreichten die beiden italienischen Beachvolleyballspieler 2019 das Halbfinale der U22-Europameisterschaft in Antalya in der Türkei.
Seit 2022 pritscht und baggert Samuele Cottafava an der Seite von Paolo Nicolai auf der World Beach Pro Tour. Nach dem Einzug ins Viertelfinale beim Challenge-Event in Itapema und der Finalteilnahme in Doha gewannen die beiden Südeuropäer im Juni des gleichen Jahres das Elite16-Turnier in Jūrmala, Lettland und wurden Neunte bei der Beachvolleyball-Weltmeisterschaft in der Hauptstadt ihres Heimatlandes. Den gleichen Rang erreichten Cottafava und Nicolai bei der Beach-EM in München. Nach klaren Zweisatzsiegen in den Poolspielen über Jakub Sepka / Tomas Semerad sowie über Mart van Werkhoven und Steven van de Velde trafen die italienischen Athleten im Achtelfinale auf die späteren Europameister David Åhman und Jonatan Hellvig und unterlagen den Schweden in drei Sätzen. Beim World Pro Tour Finale in Doha belegten sie den dritten Platz.
Auch bei der World Beach Pro Tour 2023 waren Cottafava/Nicolai aktiv, mit unterschiedlichen Erfolgen. Bei der Europameisterschaft 2023 in Wien unterlagen sie im Spiel um Platz drei gegen die Ukrainer Serhij Popow und Eduard Resnik. Bei den Elite16-Turnieren in Hamburg und in João Pessoa standen Cottafava/Nicolai im Finale, das sie jeweils gegen die Schweden Åhman/Hellvig verloren. Bei der Weltmeisterschaft in Tlaxcala erreichten sie den neunten Platz. Das World Beach Pro Tour Finale in Doha beendeten die beiden auf dem geteilten fünften Rang. In der folgenden Saison gelangen ihnen Viertelfinalteilnahmen bei den Elite16–Events in Doha und Ostrava sowie der Einzug in die Vorschlussrunde in  Gstaad. Bei den Olympischen Spielen in Paris wurden sie Gruppenzweite, verloren jedoch in der ersten Hauptrunde gegen Partain / Benesh und belegten so den geteilten neunten Rang. Für Cottafava war es die erste Teilnahme an Olympischen Spielen. Sowohl bei den Europameisterschaften als auch beim Elite16 in Hamburg standen die Italiener im Halbfinale. Danach startete Cottafava bei der letzten Etappe der Landesmeisterschaften seines Heimatlandes und gewann an der Seite des Franzosen Rémi Bassereau zwar dieses Event. Der Titel ging jedoch an die im Endspiel unterlegenen Daniele Lupo und Ivan Zaytsev, die zuvor mehr Punkte gesammelt hatten.